# Gedea unguiformis
Gedea unguiformis là một loài nhện trong họ Salticidae.
Loài này thuộc chi Gedea. Gedea unguiformis được Xiao & Chang-Min Yin miêu tả năm 1991.